# The Glimmer Twins

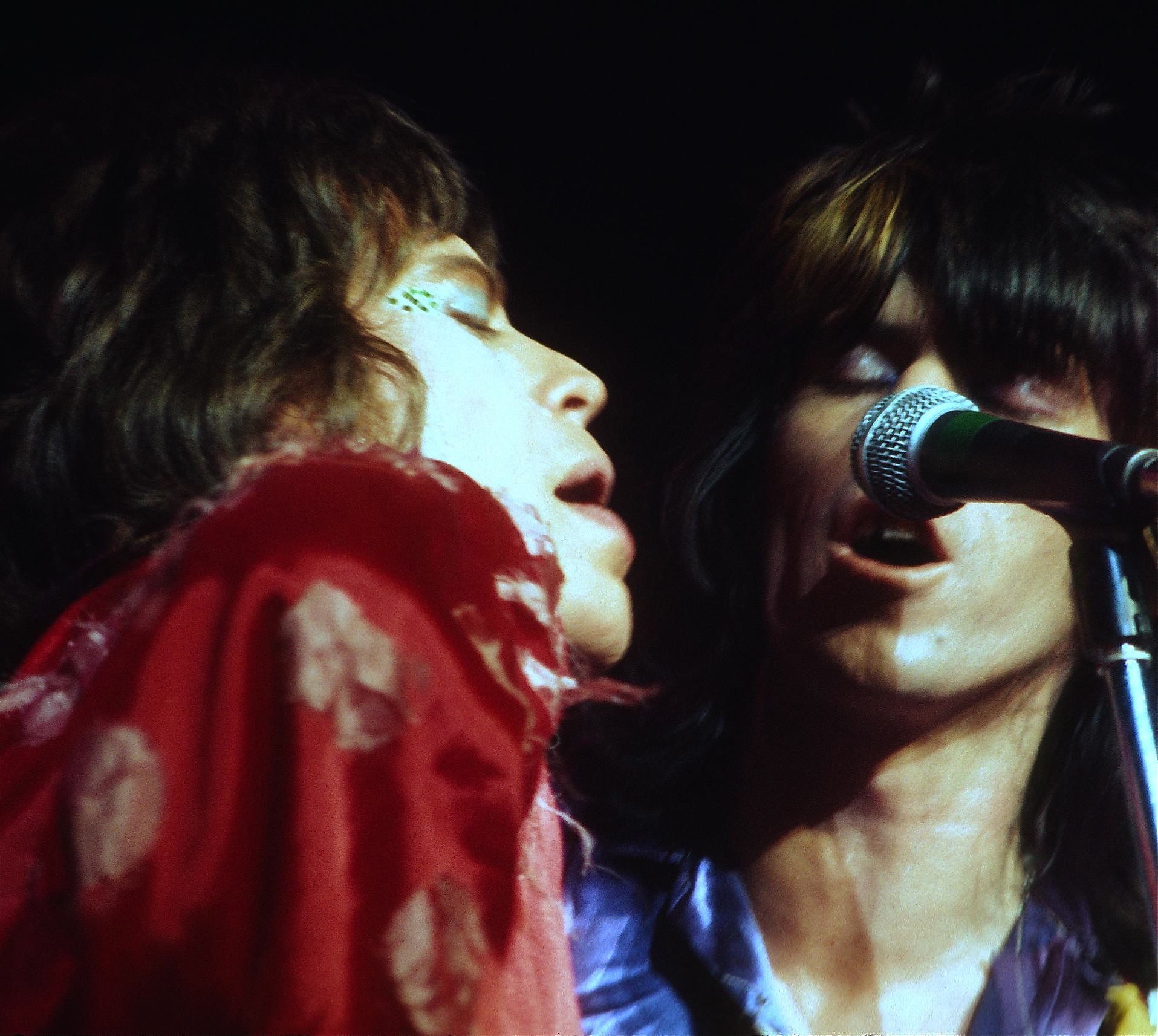
Mick Jagger (left) and Keith Richards (right) in June 1972 at Winterland in San Francisco (California, USA)

The Glimmer Twins é um pseudônimo oficial de Mick Jagger e Keith Richards, da banda inglesa The Rolling Stones, utilizado pela primeira vez na produção do álbum de 1974 It's Only Rock 'n' Roll e enquanto mantiveram seu próprio estúdio de gravação, o Rolling Stones Records.[carece de fontes?]
Conta-se que este pseudônimo teria sido dado aos dois por Jagger enquanto ele, Richards e as suas namoradas (Marianne Faithfull e Anita Pallenberg respectivamente) encontravam-se incógnitos no Brasil em suas férias de 1969. Isso aconteceu devido a uma conversa que os dois haviam tido com um casal britânico que percebeu que eram celebridades, mas que não sabia quem eram, por isso desejava que eles dessem uma pista (glimmer).
Em alusão aos Glimmer Twins, a dupla principal do Aerosmith, Steven Tyler e Joe Perry, foi apelidada de The Toxic Twins, em referência ao seu notório, destrutivo e abusivo vício em drogas, durante a Década de 1970.

## História
Para se entender os Stones, é necessário entender a dupla Jagger/Richards, responsável muito mais do que pela composição das principais canções, mas também a origem e comando de quase tudo que a banda fez e simboliza. Eles são como o coração e a mente dos Rolling Stones. Charlie Watts, Bill Wyman, Mick Taylor e Ron Wood também tem suas contribuições e influências no resultado final, mas em escala muito menor e menos decisiva. Brian Jones foi o mentor da banda nos seus primeiros anos, estando bem próximo a Keith, mas logo, conforme seu vício em drogas foi lhe incapacitando, a liderança da banda foi gradativamente sendo repassado à dupla, a qual até hoje mantém uma certa hegemonia sobre os outros membros, algo que é tido, ainda que extraoficialmente, como o grande motivo para saída de Taylor do grupo, que não aceitou esse prevalência sobre os outros.[carece de fontes?]

### O surgimento da dupla de compositores
Keith Richards e Mick Jagger eram crianças em Dartford, subúrbio de Londres, no pós-guerra e colegas de escola na Wentworth Primary School. Mas, ainda jovens, acabaram se distanciando, passando anos sem contato. Então, em 1961, na estação ferroviária de Dartford, Richards e Jagger se encontraram, e descobriram ser igualmente  fanáticos por blues vindo dos Estados Unidos, ambos sendo colecionadores de discos. A amizade entre ambos renasceu poderosa, e entre muitos altos e baixos, brigas, mantém-se até a atualidade.
A dupla Jagger e Richards criou uma banda chamada, no começo, Little Boy Blue and the Blue Boys, na qual tocavam skiffle, uma versão simples de blues feita com instrumentos rudimentares, algo comum em Londres na época. Tinham uma ambição simples: só queriam ser, segundo  o próprio Keith, “a melhor banda de blues de Londres e mostrar àquela gente o que era tocar de verdade”. Era a semente do que viria a ser os Rolling Stones. Na primavera de 1962, já tinham incorporado outro guitarrista maluco por blues, Brian Jones. Depois vieram Watts, Wyman e Ian Stewart. A banda estava pronta.
No começo da banda, a amizade entre Mick e Keith ficou em segundo plano em relação a existente entre Keith e Brian, até porque, em seus primeiros anos, o grupo praticamente não tocava canções próprias, eram intérpretes de canções de outros compositores, daí a proeminência da dupla de ritmistas sobre o cantor. No entanto, The Beatles alcançava um grau de sucesso maior, tanto no Reino Unido quanto principalmente nos Estados Unidos, até por lançarem canções e estilo inéditos. O empresário da banda, Andrew Loog Oldham, ciente disso, influenciou para que Jagger e Richards passassem a compor canções inéditas próprias, assim como John Lennon e Paul MacCartney faziam no quarteto de Liverpool. Isso aumentou a proximidade entre ambos, enfraquecendo a influência de Brian. Logo a dupla começou a criar canções em quantidade e qualidade, o que alterou drasticamente os rumos daquela banda de covers de Blues e Rhythm and blues. Isso também alterou a liderança da banda, pois quem escrevia as canções, ditava o estilo da banda, dos álbuns e do repertório dos shows. Brian ainda foi progressivamente perdendo seu brilho e capacidade conforme seu vício em drogas minou sua mente. O álbum Their Satanic Majesties Request de 1967, teve seus rumos psicodélicos decididos de acordo com a vontade de Mick e Keith, sobre a vontade contrária de Brian.

### A decadência de Richards e a supremacia de Jagger
A década de 1970 foi marcada pela decadência progressiva de Keith, que abusava cada vez mais do uso de drogas pesadas. Como resultado, a influência de Jagger nos rumos da banda foi crescendo ano a ano, com experimentalismos com novos e ousados estilos musicais sendo infundidos ao som da banda a cada novo álbum, algo um tanto contrário às tendências de Keith, mais ligado às raízes blueseiras da banda. O auge desse fluxo ocorreu em Some Girls de 1978, onde a influência das ideias e gostos musicais e Jagger foram decisivos e muito mais profundos que os dos outros integrantes da banda, inclusive os de Keith, afundado em seu vício e mais preocupado em não ser condenado à prisão.

### A Terceira Guerra Mundial
No começo da Década de 1980, Keith se livrou das drogas pesadas e voltou ao seu auge, assim como a própria banda. Porém, uma década em que a parceria dos Glimmer Twins prometia muito, acabou produzindo poucos álbuns, apenas medianos e canções bem menos inspiradas. A relação entre os dois líderes passou por sérios atritos, por discordâncias musicais e de ego. Mick queria investir mais em si mesmo, em sua carreira como ator de Hollywood, e realizar o sonho de lançar seu próprio álbum pessoal. O egocentrismo de Jagger, seus modos, os quais Keith considerava um tanto arrogantes, como se Mick pensasse ser chefe dos demais colegas de banda, ou ser bem mais talentoso e importante que os demais, além ainda do fato de Mick fazer questão de um disco seu, para, no final, produzir um som típico dos Stones, levaram a atritos sequenciais entre ambos, os quais ficaram conhecidos nos bastidores como "Third World War".  Boatos sobre ambos não conseguirem mais dividir o mesmo estúdio ou sala, e até mesmo, chegar às vias de fato, correram pela imprensa especializada. O resultado foram apenas dois álbuns de inéditas entre 1982 e 1988, nem uma única turnê ou show isolado nesse longo período, o qual teve constantes rumores da separação e fim da banda.

### A estabilidade madura
Em 1989 após a dupla chegar a um consenso, o grupo produziu e  lançou Steel Wheels. A banda voltou a fazer turnês, com grande sucesso, e, desde então, a relação de ambos se mostra estabilizada. Ambos falam publicamente de pontos em que discordam de seu parceiro, principalmente por parte de Richards, que, em sua autobiografia Life é bem duro com Mick Jagger, ao qual se refere às vezes como “Brenda” ou “Sua Majestade”. Ele não suporta o que ele pessoalmente considera como as pretensões do amigo, seus “cálculos”, seu excesso de atenção aos negócios, sua ânsia pela aprovação do establishment e sua tendência ocasional de tratar a ele e os outros membros da banda como empregados. Richards o retrata como cheio de frescuras, triste, alguém que só pensa em si mesmo: “É quase como se Mick Jagger aspirasse a ser Mick Jagger, correndo atrás de seu próprio fantasma. Com a ajuda de consultores de estilo. [...] Eu adorava andar com Mick, mas não entro em seu camarim acho que faz uns vinte anos. Às vezes, sinto saudades do meu amigo.” Richards considera que Jagger é seu “irmão” e terá sempre seu apoio, mas  se autoconsidera mais original como homem e como músico.
Como Keith já declarou sobre sua relação profissional e fraternal com Mick: “As únicas coisas em que Mick e eu discordamos são sobre a banda, a música e o que fazemos.”

## A dupla de compositores
O estilo de composição de ambos, geralmente começa com um Riff imaginado anteriormente por Keith , ou mesmo criado na hora, o qual depois é desenvolvido, sobre o qual Mick compõe uma letra, com um tema que encaixe no feeling da canção, cantada de modo a explorar ao máximo a toda sonoridade melódica possível.
A dupla é reconhecida entre crítica especializada e público fã de Rock, como uma das melhores duplas de compositores desse estilo musical, já tendo criado canções conhecidas no mundo inteiro, várias delas já tendo estado, por algum momento, entre as mais executadas ou comercializadas em vários países. Entre seus sucessos mais célebres, tachados como clássicos do rock  podemos citar, por exemplo, (I Can't Get No) Satisfaction, Start Me Up, Jumpin' Jack Flash,  Simpathy For The Devil, Angie,  Miss You e You Can't Always Get What You Want.